# 筠州 (唐朝)
筠州，唐朝时设置的州。
武德七年（624年），改靖州置，“以地产筠篁为名”（《太平寰宇记》），治所在高安县（今江西省高安市）。下辖高安县、华阳县（今江西省高安市灰埠镇）、望蔡县（今江西省上高县敖阳街道）、宜丰县（今江西省宜丰县天宝乡）、阳乐县（今江西省宜丰县棠浦镇）。武德八年（625年）废筠州及其属县，高安县改属洪州。
五代南唐保大十年（952年）復置。下辖高安县、上高县、清江县、万载县。北宋时，分高安县置新昌县，于清江县置临江军，割万载县属袁州，辖境缩小，属江南西路。南宋宝庆元年（1225年），避理宗赵昀讳，改名瑞州。